# オーストラリア室内管弦楽団
オーストラリア室内管弦楽団（Australian Chamber Orchestra）は、オーストラリア・シドニーに本拠地がある室内オーケストラである。

## 概要
1975年に設立。国内でのコンサートの他、世界各地でのツアーをおこなっており、オーストラリアを代表する楽団の一つである。1990年から現在までリチャード・トニェッティ（w:Richard Tognetti）が芸術監督を務めている。
主なレコーディングは、チャールズ・マッケラス指揮でハイドン交響曲シリーズ、エマニュエル・パユの独奏でヴィヴァルディのフルート協奏曲集、トニェッティ指揮、アンジェラ・ヒューイット独奏でバッハのピアノ協奏曲集などがある。